# Bollebygd (đô thị)
Bollebygd Municipality (Bollebygds kommun) là một đô thị ở hạt Västra Götaland phía tây Thụy Điển. Thủ phủ là thị xã Bollebygd.
Bollebygd nằm trong vùng địa lý Västergötland và có một khí hậu đại dương. Vị trí địa lý cụ thể của Bollebygd là ở vĩ độ 57.6688 và kinh độ 12.5728. Khu vực này bao gồm diện tích khoảng 26.492 hecta (tương đương 264.92 km²), với độ cao trung bình là 89 mét so với mực nước biển.
Cuộc cải cách đô thị năm 1952 đã dẫn tới hợp nhất Bollebygd cũ với Töllsjö. Cuộc cải cách tiếp theo đã đưa Bollebygd vào đô thị Borås từ 1974. Năm 1995, Bollebygd đã được tái lập làm một đô thị với ranh giới như năm 1952.
Đô thị Bollebygd có tổng diện tích là 282.39 km², trong đó có 263.19 km² là đất liền và 19.2 km² là diện tích mặt nước. Dân số của đô thị vào cuối năm 2021 là 9,634 người. Bollebygd nằm ở múi giờ UTC+1 (CET) và chuyển sang UTC+2 (CEST) trong mùa hè.

## Các khu vực dân cư
Dân số thời điểm 2000:
- Bollebygd 3.200
- Olsfors 600
- Töllsjö 300
- Hultsfors 230